# Unserer Lieben Frau (Friesheim)

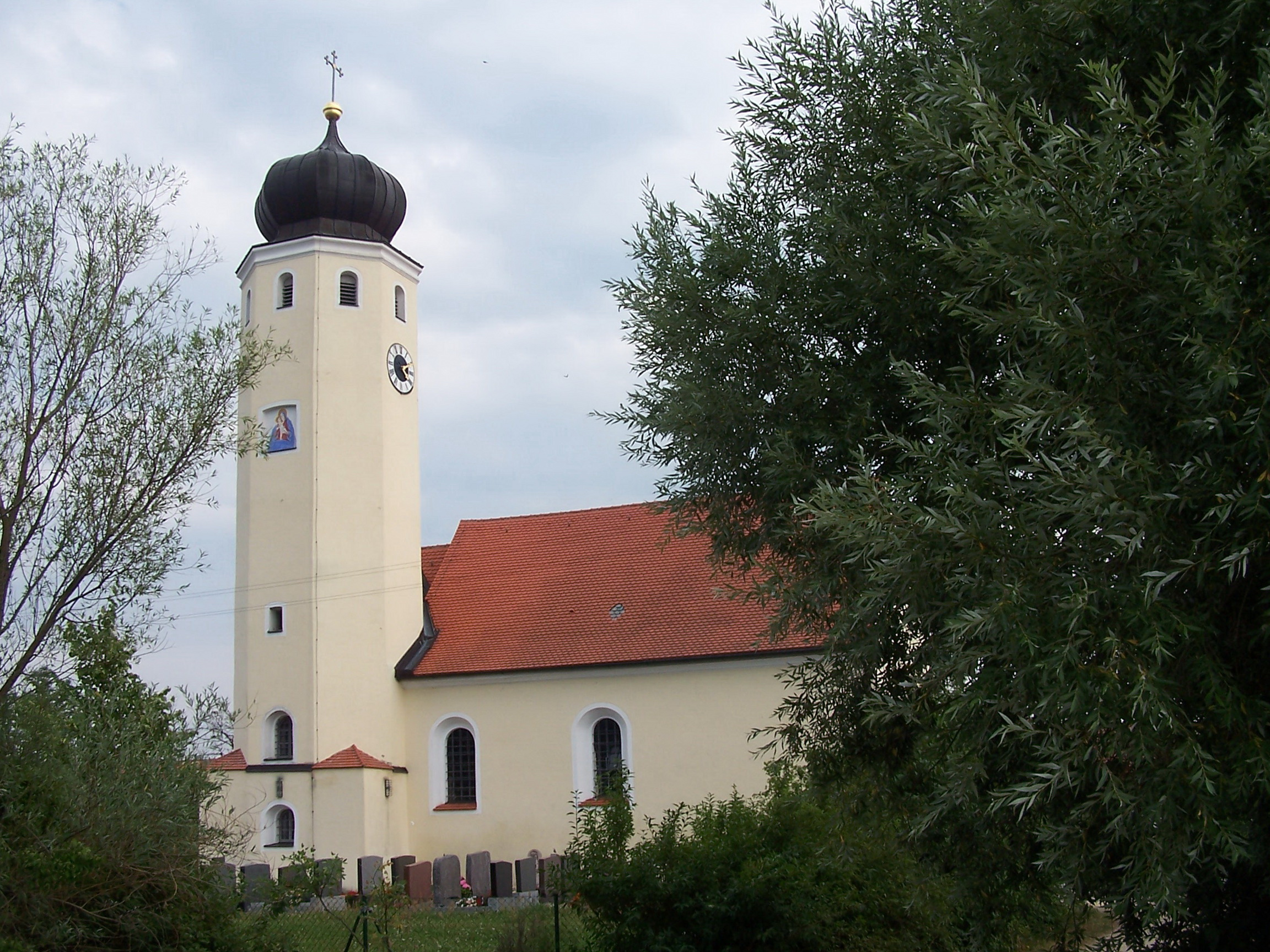
Unserer Lieben Frau (Friesheim)

Die römisch-katholische, denkmalgeschützte Filialkirche Unserer Lieben Frau steht in Friesheim, einem Gemeindeteil der Gemeinde Barbing im Landkreis Regensburg der Oberpfalz. Sie gehört zur Pfarrei St. Martin in Barbing im Dekanat Donaustauf-Schierling des Bistums Regensburg. Das Bauwerk ist unter der Denkmalnummer D-3-75-117-8 als Baudenkmal in die Bayerische Denkmalliste eingetragen.

## Beschreibung
Die spätgotische Saalkirche wurde im 18. Jahrhundert verändert. Sie besteht aus einem Langhaus, das mit einem Satteldach bedeckt ist, einem eingezogenen Chor mit Fünfachtelschluss im Osten und einem Chorflankenturm an dessen Nordwand, dessen quadratisches Erdgeschoss sich achteckig fortsetzt mit einer Zwiebelhaube bedeckt ist. Der Innenraum des Langhauses ist mit einer Flachdecke überspannt, der des Chors mit einem Kreuzrippengewölbe auf polygonalen Konsolen. Zur Kirchenausstattung gehört ein 1809 geschnitzter Hochaltar, dessen Altarretabel, auf dem ein Marienbildnis dargestellt ist, von einem von Säulen gestützten Baldachin bekrönt wird. Seitlich stehen die Statuen der heiligen Barbara und Katharina. Die Kanzel stammt aus der Mitte des 18. Jahrhunderts. Ein ehemaliges Taufbecken dient jetzt als Weihwasserbecken.